# Marquesado de la Rambla
El Marquesado de la Rambla es un título nobiliario español creado por el rey Carlos II en 1682 a favor de José San Vitores de la Portilla y Alonso de Maluenda, que desde 1664 ostentaba el título de Vizconde de Cabra del Santo Cristo por merced de Felipe IV. Su denominación original fue "Marqués de la Rambla de Cabra del Santo Cristo", referido al municipio andaluz de Cabra del Santo Cristo, en la provincia de Jaén.

## Marqueses de La Rambla
- José San Vitores de la Portilla y Alonso de Maluenda, I Marqués de la Rambla.
- Jeronimo San Vitores de la Portilla y Garcés, II Marqués de la Rambla.
- José San Vitores de la Portilla y Quesada, III Marqués de la Rambla.
- José San Vitores de la Portilla, IV Marqués de la Rambla.
- Luis San Vitores de la Portilla, V Marqués de la Rambla.
- Mariana San Vitores de la Portilla, VI Marquesa de la Rambla.
- Rodrigo Pedro de Orozco y San Vitores, VII Marqués de la Rambla.
- Martín de Orozco y Argote, VIII Marqués de la Rambla.
- Bernardo de Orozco y Moreno, IX Marqués de la Rambla.
- Bernardo de Orozco y Moreno, X Marqués de la Rambla.
- Bernardo de Orozco y Loring, XI Marqués de la Rambla.
- Fernando Meneses de Orozco, XII Marqués de la Rambla.
- José Bernardo Meneses de Orozco, XIII Marqués de la Rambla, X marqués de San Juan de Buenavista.
- Elena Meneses de Orozco y Gallego de Chaves, XIV Marquesa de la Rambla, XII marquesa de San Juan de Buenavista.